# 니가타다이가쿠마에역
니가타다이가쿠마에역(일본어: 新潟大学前駅)은 일본 니가타현 니가타시 니시구에 위치한 동일본 여객철도 에치고선의 철도역이다. 단선 승강장 1면 1선의 구조를 갖춘 지상역이다.

## 이용 현황
| 승차 인원 추이 | 승차 인원 추이 |
| 연도           | 1일 평균       |
| -------------- | -------------- |
| 1991           | 4,320          |
| 2000           | 2,759          |
| 2001           | 2,726          |
| 2002           | 2,725          |
| 2003           | 2,714          |
| 2004           | 2,742          |
| 2005           | 2,863          |
| 2006           | 2,911          |
| 2007           | 2,900          |
| 2008           | 2,926          |
| 2009           | 2,895          |
| 2010           | 2,874          |
| 2011           | 2,788          |
| 2012           | 2,789          |
| 2013           | 2,962          |
| 2014           | 2,932          |
| 2015           | 3,080          |

## 역 주변
- 니가타 대학 이가라시 캠퍼스

## 역사
- 1984년 4월 8일 : 에치고선 · 우치노 - 데라오 간에 신설 개업.
- 1985년 7월 20일 : 국철 직영의 상점 개점, 승차권 발매도 실시.
- 1987년 4월 1일 : 일본국유철도 분할 민영화에 의해, 동일본 여객철도가 승계.
- 1999년 1월 23일 : 미도리노마도구치 설치.
- 2005년 2월 17일 : 자동 개찰기 도입.
- 2006년 1월 21일 : 니가타 도시권에서 IC 카드 Suica 서비스 개시.
- 2009년 3월 14일 : 엘리베이터 사용 개시.
- 2010년 2월 10일 : 지정권 자동 발매기 가동 개시. 이에 의해 2월 9일을 기해서, 미도리노마도구치의 영업을 종료.

## 인접 역
| 동일본 여객철도 에치고선 | 동일본 여객철도 에치고선 | 동일본 여객철도 에치고선 |
| ------------------------ | ------------------------ | ------------------------ |
| 우치노 가시와자키 방면   | ■ 에치고선               | 데라오 니가타 방면       |